# Arkaitz Goikoetxea Basabe
Pour les articles homonymes, voir Goikoetxea.
Arkaitz Goikoetxea Basabe, né le 4 mai 1980 à Barakaldo, est un membre d'Euskadi ta Askatasuna (ETA).

## Biographie
Issu de la Kale borroka il a commencé à agir en 2000, quand il a perdu trois doigts d'une main en manipulant un cocktail Molotov. Après plusieurs détentions par des actions de soutien à ETA, il a été accusé d'attaquer le 5 juillet 2001 deux ertzainas avec des cocktails Molotov. Le 24 octobre 2002 il a été arrêté et est resté en prison jusqu'à 2005. A été recherché et capturé cette même année ne s'étant pas présenté à un jugement qui l'attendait. À partir de ce moment il a été considéré comme un membre liberado d'ETA.
Il a été incarcéré, avec le reste du commando Biscaye, le 22 juillet 2008. On lui attribue la direction du commando sous les ordres du chef de ces derniers, Txeroki. On lui impute les délits d'appartenance à une  organisation terroriste, de meurtre pour l'assassinat d'un agent de la Garde civile le 14 mai 2008 à Legutio, conspiration pour enlèvement, dommages et conspiration pour le meurtre du juge de la Audiencia Nacional, Fernando Grande-Marlaska (voir la note ci-dessous),,,,.

### Sources et bibliographie
- (es) Cet article est partiellement ou en totalité issu de l’article de Wikipédia en espagnol intitulé « Arkaitz Goikoetxea » (voir la liste des auteurs).
- (fr) Jean Chalvidant, ETA : L'enquête, éd. Cheminements, coll. « Part de Vérité », octobre 2003, 426 p. (ISBN 978-2-84478-229-8)
- (fr) Jacques Massey, ETA : Histoire secrète d'une guerre de cent ans, Paris, Flammarion, coll. « EnQuête », février 2010, 386 p. (ISBN 978-2-08-120845-2, BNF 42149266)